# Тіоку-де-Жос
Тіоку-де-Жос (рум. Tiocu de Jos) — село у повіті Клуж в Румунії. Входить до складу комуни Корнешть.
Село розташоване на відстані 347 км на північний захід від Бухареста, 31 км на північ від Клуж-Напоки.

## Населення
За даними перепису населення 2002 року у селі проживали 190 осіб.
Національний склад населення села:
| Національність | Кількість осіб | Відсоток |
| -------------- | -------------- | -------- |
| румуни         | 123            | 64,7%    |
| угорці         | 67             | 35,3%    |

Рідною мовою назвали:
| Мова      | Кількість осіб | Відсоток |
| --------- | -------------- | -------- |
| румунська | 123            | 64,7%    |
| угорська  | 67             | 35,3%    |